# Ма Хуејхуеј
Ма Хуејхуеј (рођена 12. августа 1989.) је кинеска пара-бадминтонисткиња која је играла сваку од три варијације овог спорта (женски сингл, женски дубл и мјешовити парови) на највишем свјетском нивоу.

## Спортска постигнућа

### Параолимпијске игре
Женски сингл SL4
| Година | Мјесто одржавања такмичења              | Противник                  | Бодови      | Резултат |
| ------ | --------------------------------------- | -------------------------- | ----------- | -------- |
| 2020   | Yoyogi National Gymnasium, Токио, Јапан | Норвешка Helle Sofie Sagøy | 21–12, 21–5 | Бронза   |

Женски дубл SL3–SU5
| Година | Мјесто одржавања такмичења              | Партнер          | Противници                                                  | Бодови       | Резултат |
| ------ | --------------------------------------- | ---------------- | ----------------------------------------------------------- | ------------ | -------- |
| 2020   | Yoyogi National Gymnasium, Токио, Јапан | Кина Ченг Хефанг | Индонезија Леани Ратри Октила · Индонезија Халиматус Садија | 18–21, 12–21 | Сребро   |

### Свјетска првенства
Женски сингл
| Година     | Мјесто одржавања такмичења              | Противник          | Бодови              | Резултат |
| ---------- | --------------------------------------- | ------------------ | ------------------- | -------- |
| 2009       | Fencing Hall, Сеул, Јужна Кореја        | Кина Wang Songye   | 15–21, 21–15, 21–15 | Злато    |
| 2009 (SU5) | Fencing Hall, Сеул, Јужна Кореја        | Јапан Ayako Suzuki | 10–21, 3–21         | Сребро   |
| 2017       | Dongchun Gymnasium, Улсан, Јужна Кореја | Кина Ченг Хефанг   | 10–21, 12–21        | Бронза   |

Женски дубл
| Година | Мјесто одржавања такмичења              | Партнер          | Противници                                                  | Бодови       | Резултат |
| ------ | --------------------------------------- | ---------------- | ----------------------------------------------------------- | ------------ | -------- |
| 2009   | Fencing Hall, Сеул, Јужна Кореја        | Кина Wang Songye | Јапан Yuko Yamaguchi · Јапан Aki Takahashi                  | 21–11, 21–18 | Злато    |
| 2009   | Fencing Hall, Сеул, Јужна Кореја        | Кина Wang Songye | Јужна Kореја Lee Jeom-suk · Јужна Кореја Heo Sun-hee        | 21–5, 21–6   | Злато    |
| 2009   | Fencing Hall, Сеул, Јужна Кореја        | Кина Wang Songye | Хонгконг Wong Wai Yin · Хонгконг Ng Lai Ling                | 21–5, 21–5   | Злато    |
| 2009   | Fencing Hall, Сеул, Јужна Кореја        | Кина Wang Songye | Тајланд Wandee Kamtam · Тајланд Nipada Saensupa             | 21–13, 21–11 | Злато    |
| 2017   | Dongchun Gymnasium, Улсан, Јужна Кореја | Кина Ченг Хефанг | Индија Parul Parmar · Јапан Akiko Sugino                    | 16–21, 19–21 | Сребро   |
| 2019   | St. Jakobshalle, Базел, Швајцарска      | Кина Ченг Хефанг | Индонезија Леани Ратри Октила · Индонезија Халиматус Садија | 21–17, 21–12 | Злато    |

### Азијске пара игре
Женски сингл
| Година | Мјесто одржавања такмичења                    | Противник        | Бодови       | Резултат |
| ------ | --------------------------------------------- | ---------------- | ------------ | -------- |
| 2010   | Tianhe Gymnasium, Гуангџоу, Кина              | Кина Wang Songye | 22–20, 21–14 | Бронза   |
| 2014   | Gyeyang Gymnasium, Инчеон, Јужна Кореја       | Кина Ченг Хефанг | 13–21, 17–21 | Бронза   |
| 2018   | Istora Gelora Bung Karno, Џакарта, Индонезија | Кина Ченг Хефанг | 9–21, 11–21  | Бронза   |

Женски дубл
| Година | Мјесто одржавања такмичења                    | Партнер          | Противници                                                  | Бодови       | Резултат |
| ------ | --------------------------------------------- | ---------------- | ----------------------------------------------------------- | ------------ | -------- |
| 2014   | Gyeyang Gymnasium, Инчеон, Јужна Кореја       | Кина Ченг Хефанг | Индонезија Леани Ратри Октила · Индонезија Халиматус Садија | 21–10, 21–16 | Злато    |
| 2018   | Istora Gelora Bung Karno, Џакарта, Индонезија | Кина Ченг Хефанг | Индонезија Леани Ратри Октила · Индонезија Халиматус Садија | 15–21, 12–21 | Сребро   |

### Азијска првенства
Женски сингл
| Година | Мјесто одржавања такмичења                                                | Противник        | Бодови              | Резултат |
| ------ | ------------------------------------------------------------------------- | ---------------- | ------------------- | -------- |
| 2016   | China Administration of Sport for Persons with Disabilities, Пекинг, Кина | Кина Yang Qiuxia | 17–21, 21–19, 15–21 | Бронза   |

Женски дубл
| Година | Мјесто одржавања такмичења                                                | Партнер          | Противници                                                    | Бодови       | Резултат |
| ------ | ------------------------------------------------------------------------- | ---------------- | ------------------------------------------------------------- | ------------ | -------- |
| 2016   | China Administration of Sport for Persons with Disabilities, Пекинг, Кина | Кина Ченг Хефанг | Јапан Akiko Sugino · Јапан Asami Yamada                       | 21–10, 21–11 | Злато    |
| 2016   | China Administration of Sport for Persons with Disabilities, Пекинг, Кина | Кина Ченг Хефанг | Индија Parul Parmar · Индонезија Халиматус Садија             | 21–11, 21–4  | Злато    |
| 2016   | China Administration of Sport for Persons with Disabilities, Пекинг, Кина | Кина Ченг Хефанг | Индија Chiranjita Bharali · Индија Manasi Girishchandra Joshi | 21–3, 21–5   | Злато    |

Мјешовити парови
| Година | Мјесто одржавања такмичења                                                | Партнер         | Противници                                  | Бодови       | Резултат |
| ------ | ------------------------------------------------------------------------- | --------------- | ------------------------------------------- | ------------ | -------- |
| 2016   | China Administration of Sport for Persons with Disabilities, Пекинг, Кина | Кина Gao Yuyang | Јапан Toshiaki Suenaga · Јапан Akiko Sugino | 19–21, 10–21 | Бронза   |

### Међународни турнири (4 титула, 6 другопласираних)
Женски сингл
| Година     | Мјесто одржавања такмичења           | Противник                     | Бодови          | Резултат       |
| ---------- | ------------------------------------ | ----------------------------- | --------------- | -------------- |
| 2015       | China Para Badminton International   | Кина Ченг Хефанг              | 21–19, 22–20    | Побједница     |
| 2015 (SU5) | China Para Badminton International   | Кина Yang Qiuxia              | Прелаз без меча | Другопласирана |
| 2019       | Turkish Para Badminton International | Индонезија Леани Ратри Октила | 17–21, 16–21    | Другопласирана |
| 2019       | China Para Badminton International   | Кина Ченг Хефанг              | 8–21, 10–21     | Другопласирана |

Женски дубл
| Година | Мјесто одржавања такмичења           | Партнер          | Противници                                                  | Бодови              | Резултат       |
| ------ | ------------------------------------ | ---------------- | ----------------------------------------------------------- | ------------------- | -------------- |
| 2015   | China Para Badminton International   | Кина Ченг Хефанг | Кина Li Tongtong · Кина Xing Jiahuan                        | 21–9, 21–10         | Побједница     |
| 2015   | China Para Badminton International   | Кина Ченг Хефанг | Хонгконг Ng Lai Ling · Јапан Mamiko Toyoda                  | 21–7, 21–10         | Побједница     |
| 2015   | China Para Badminton International   | Кина Ченг Хефанг | Француска Véronique Braud · Норвешка Helle Sofie Sagøy      | 21–4, 21–5          | Побједница     |
| 2019   | Turkish Para Badminton International | Кина Ченг Хефанг | Јапан Mio Hayashi · Јапан Ayako Suzuki                      | 21–12, 18–21, 16–21 | Другопласирана |
| 2019   | Dubai Para Badminton International   | Кина Ченг Хефанг | Индонезија Леани Ратри Октила · Индонезија Халиматус Садија | 21–8, 12–21, 16–21  | Другопласирана |
| 2019   | China Para Badminton International   | Кина Ченг Хефанг | Јапан Noriko Ito · Јапан Ayako Suzuki                       | 21–8, 21–7          | Побједница     |
| 2019   | Japan Para Badminton International   | Кина Ченг Хефанг | Јапан Noriko Ito · Јапан Ayako Suzuki                       | 21–13, 21–8         | Побједница     |
| 2020   | Brazil Para Badminton International  | Кина Ченг Хефанг | Индонезија Леани Ратри Октила · Индонезија Халиматус Садија | 15–21, 19–21        | Другопласирана |